# 뉴 잭 스윙

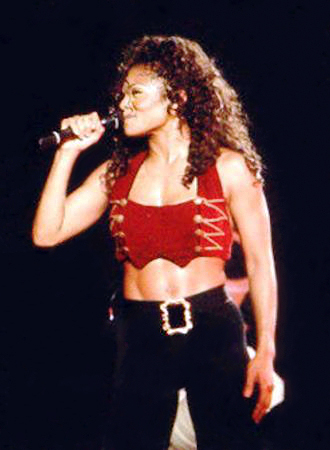

뉴 잭 스윙(New jack swing)은 힙합과 댄스 팝의 리듬 및 프로덕션 기법, 알앤비의 어번 컨템퍼러리 사운드를 융합한 장르이다. 뉴 잭, 또는 스윙비트(Swingbeat)라고도 부른다. 테디 라일리, 버나드 벨, 지미 잼 앤드 테리 루이스와 같은 프로듀서들이 주도한 뉴 잭 스윙은 1980년대 후반부터 1990년대 초반까지 큰 인기를 끌었다.
메리엄-웹스터 온라인 사전은 뉴 잭 스윙을 "주로 흑인 음악가들이 연주하는 재즈, 펑크, 랩, 리듬 앤 블루스의 요소를 결합한 대중음악"으로 정의한다. 디지털 신디사이저가 많이 사용되었는데, 특히 야마하 DX7, 코르그 M1, 롤랜드 D-50이 주목할 만하다. 뉴 잭 스윙은 샘플링된 비트와 멜로디를 사용하는 트렌드를 계승하여 SP-1200 샘플러와 롤랜드 TR-808 같은 전자 드럼 머신을 이용해 "가벼운 멜로디 라인과 명확하게 발음된 보컬 아래 지속적인 비트"를 깔았다. 롤랜드 TR-808은 독특하고 당김음이 있는 스윙 리듬을 만들기 위해 샘플링되었으며, 특히 스네어 드럼 소리가 두드러졌다.

## 특징
뉴 잭 스윙 스타일은 이전의 음악 스타일의 요소들을 새로운 감성으로 결합했다. 힙합(Hip hop)과 댄스 팝(Dance Pop) 스타일에 영향을 받은 악기에 리듬 앤 블루스(R & B) 스타일의 보컬을 사용했으며 사운드는 드럼 머신에 의해 만들어진 힙합 "스윙"비트와 현대 힙합에서 인기를 얻은 하드웨어 샘플러에서 유래한다. 리듬 앤드 블루스와 힙합의 결합으로 부드러운 멜로디와 강한 리듬, 춤추기에 좋은 템포 등이 특징으로 꼽힌다. 뉴 잭 스윙 곡에는 일본의 전자악기 회사인 롤랜드(Roland)의 드럼 머신 ‘티알 808(TR-808)’이 특히 많이 쓰였다.

## 어원
'뉴 잭 스윙'이라는 용어는 1987년 미국 기자 겸 시나리오작가 배리 마이클 쿠퍼(Barry Michael Cooper)가 미국 일간지 빌리지 보이스(The Village Voice)에 기고한 칼럼을 통해 알려지기 시작했다. 테디 라일리의 음악이 스윙(swing)처럼 유연한 리듬을 구사하면서 이전에 없던 새로운 스타일이라는 이유로 새로운 것을 뜻하는 속어 ‘뉴 잭(new jack)’이 붙어 만들어진 것이다. ‘잭(jack)’은 사내아이를 뜻하는 보편적인 단어이며, 이와 반대로 여자는 ‘질(jill)’이라는 표현을 쓴다. 이런 이유로 여성들이 구사하는 뉴 잭 스윙을 ‘뉴 질 스윙(new jill swing)’이라 부르기도 한다.

## 역사
미국 프로듀서 팀 지미 잼 앤드 테리 루이스(Jimmy Jam And Terry Lewis)가 프로듀스한 재닛 잭슨(Janet Jackson)의 1986년 앨범 《컨트롤(Control)》에서 뉴 잭 스윙이 시작됐다고 보는 경향이 있다. 지미 잼 앤드 테리 루이스는 《컨트롤》에서 리듬 앤드 블루스와 펑크(funk), 록, 힙합의 요소 등을 혼합한 스타일을 선보였다. 지미 잼 앤드 테리 루이스 팀과 달리 테디 라일리( Teddy Riley)는 개인적으로 컨템퍼러리 알앤비(contemporary R&B)와 힙합의 퓨전에 집중했다.
‘뉴 잭 스윙’이라는 용어는 R & B/힙합 아티스트이자 프로듀서인 Teddy Riley가 제작한 사운드를 설명하기도 한다. 그는 1980년대 후반에 밴드 가이(Guy)를 이끌었고 1990년대에는 블랙 스트리트 (Blackstreet)를 이끌었다. Riley의 음악의 특징은 스윙 비트의 도입이었다.
2000년대에 음악 웹 사이트 VH1.com은 "1980년대 초반에 힙합과 R & B는 키스하는 사촌"이라고 언급했다. 그러나 1980년대 후반, 힙합의 쇠퇴시대에 테디 라일리 (Teddy Riley)와 앙드레 하렐 (Andre Harrell)은 두 개의 장르를 성공적으로 융합하여 판매했으며, 비평가들은 “그들이 뉴 잭 스윙이라는 섹시하고 감정적인 음악을 선보이며 혁명을 촉발 시켰다"라고 평가했다. 이후 뉴 잭 스윙은 뉴 키즈 온 더 블록 (New Kids on the Block)과 같은 인기있는 그룹을 통해 주류 백인 관객에게도 퍼졌다.
  1980년대 후반 테디 라일리가 결성한 그룹 가이(Guy)를 비롯해 베이비페이스(Babyface), 키스 스웨트(Keith Sweat), 바비 브라운(Bobby Brown) 등을 통해 뉴 잭 스윙이 주류에서 큰 인기를 얻었다. 그러나 1990년대 중반부터 가스펠을 결합한 컨템퍼러리 알앤비 보이그룹인 보이즈 투 맨의 등장과 뉴 잭 스윙 스타일을 버리고 어덜트 컨템퍼러리 알앤비 장르 안착에 성공한 베이비페이스와 알켈리등에 의해서 뉴 잭 스윙 장르는 빠르게 쇠락했다.

## 대표 아티스트
대표 아티스트로는 테디 라일리, 바비 브라운, 벨 비브 드보(Bell Biv DeVoe) 등이 있다. 대표곡으로 클럽 누보(Club Nouveau)의 <린 온 미(Lean On Me)>(1987년 미국 빌보드 싱글차트 1위), 바비 브라운의 <마이 프리로거티브(My Prerogative)>(1989년 미국 빌보드 싱글차트 1위), 마이클 잭슨의 <리멤버 더 타임(Remember The Time)>(1992년 미국 빌보드 싱글차트 3위) 등이 꼽힌다.
한국 음악계에서 뉴 잭 스윙을 대중적으로 유행시킨 가수로는 듀스가 있다.
듀스는 1993년 1집 앨범 'DEUX'부터 3집 앨범 'FORCE DEUX'까지 여러곡의 뉴 잭 스윙 곡들을 앨범에 수록했다.
'듀스'하면 거론되는 대표적인 곡들인 '나를 돌아봐', '우리는', '굴레를 벗어나' 모두 뉴 잭 스윙을 바탕에 둔 곡들이다.

## 같이 보기
- 시티 팝